# Söding

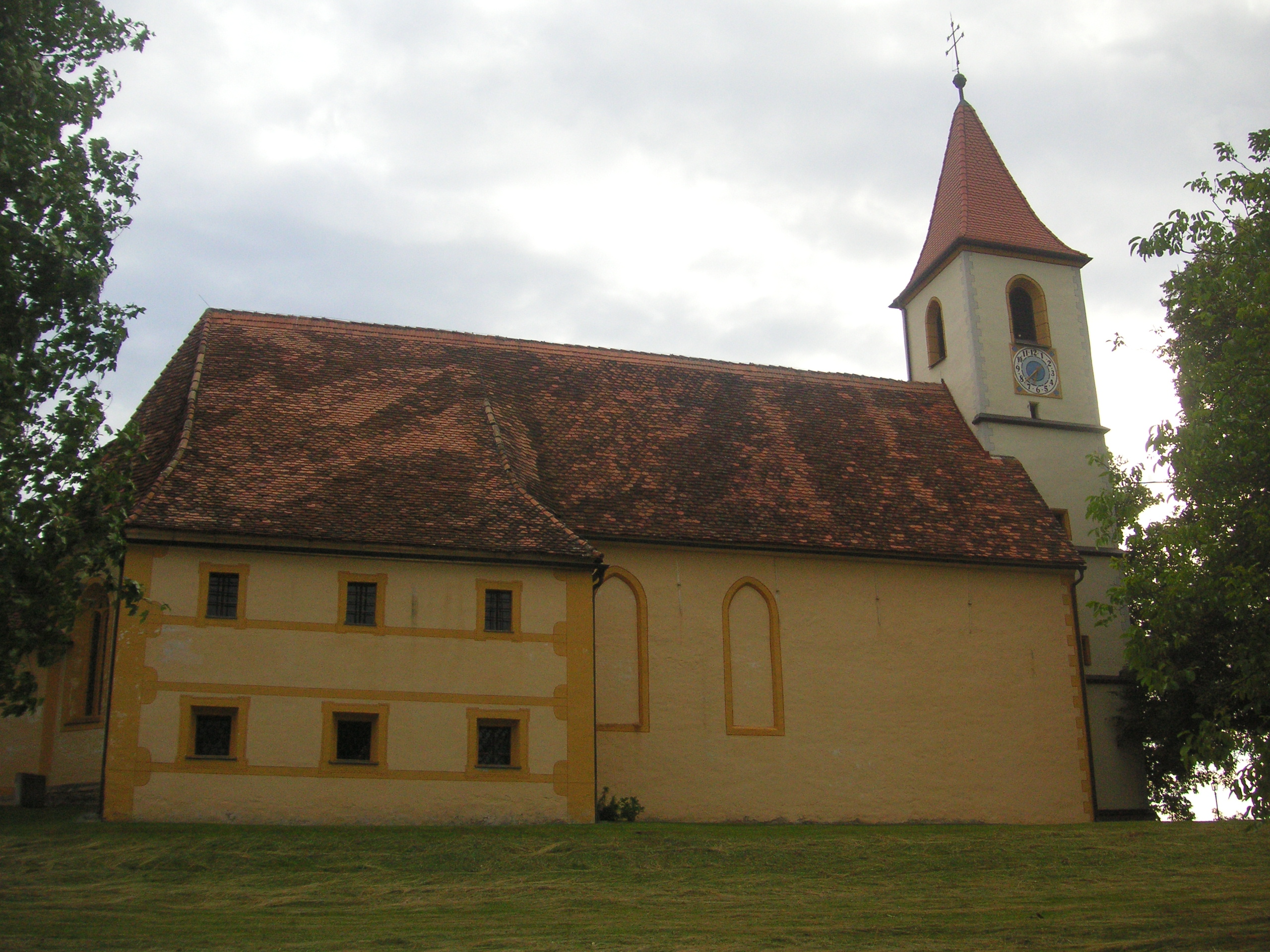
Die Pfarrkirche zum Hl. Sebastian in Söding

Söding ist eine ehemalige Gemeinde mit 2193 Einwohnern (Stand: 31. Oktober 2013)
im Gerichtsbezirk bzw. Bezirk Voitsberg in der Steiermark. Seit 2015 ist sie im Rahmen der steiermärkischen Gemeindestrukturreform mit der Gemeinde Sankt Johann-Köppling zusammengeschlossen. Die daraus entstandene neue Gemeinde führt den Namen Söding-Sankt Johann.
Söding liegt südwestlich von Graz.

## Gemeindegliederung
Das Gemeindegebiet umfasste folgende drei Katastralgemeinden bzw. gleichnamigen Ortschaften (in Klammern Einwohnerzahl Stand 31. Oktober 2011):
- Großsöding (681)
- Kleinsöding (964)
- Pichling bei Mooskirchen (531)

## Geschichte
Das früheste Schriftzeugnis ist von 1103 und lautet „Sedinge“. Der Ortsname leitet sich ursprünglich vom männlichen, althochdeutschen Vornamen „Sedi“ ab. Dies, und die typisch bajuwarische Endung „-ing“, deuten auf eine Besiedelung bzw. Ortsgründung im Frühmittelalter (circa 8. bis 9. Jh.) durch Bajuwaren hin.

## Kultur und Sehenswürdigkeiten
- Filialkirche hl. Sebastian
- Schloss Söding
- Sportanlage Söding

## Persönlichkeiten

### Ehrenbürger
- 1962: Josef Krainer Vater(1903–1971), Landeshauptmann der Steiermark 1948–1971[6]
- 1986: Josef Krainer Sohn (1930–2016), Landeshauptmann der Steiermark 1980–1996

## Historische Landkarten

Das Gebiet von Söding in Landesaufnahmen der Zeit von ca. 1789 bis 1910
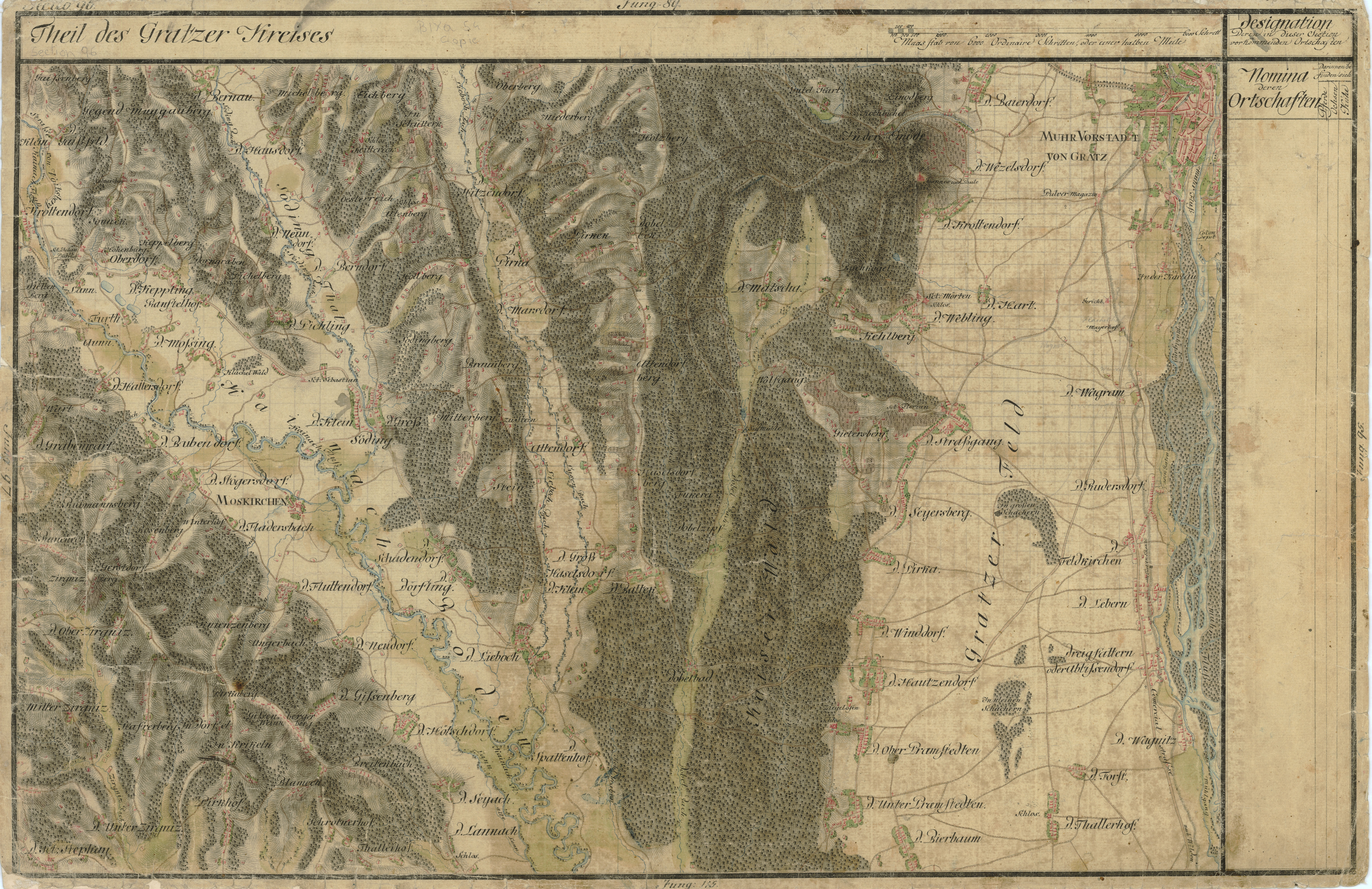
Söding in der Josephinischen Landesaufnahme um 1790
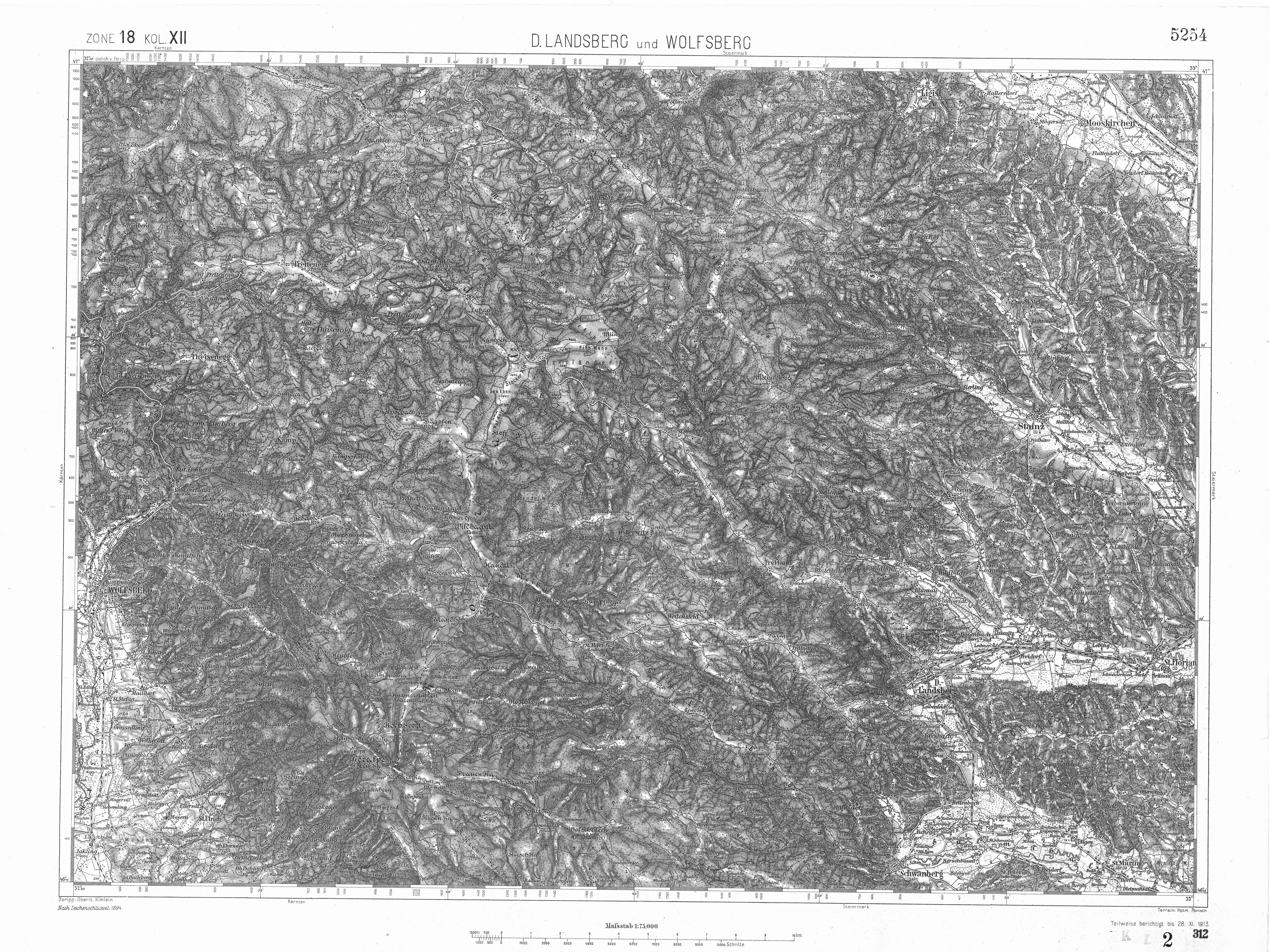
In der franzisco-josephinischen Landesaufnahme, ca. 1910
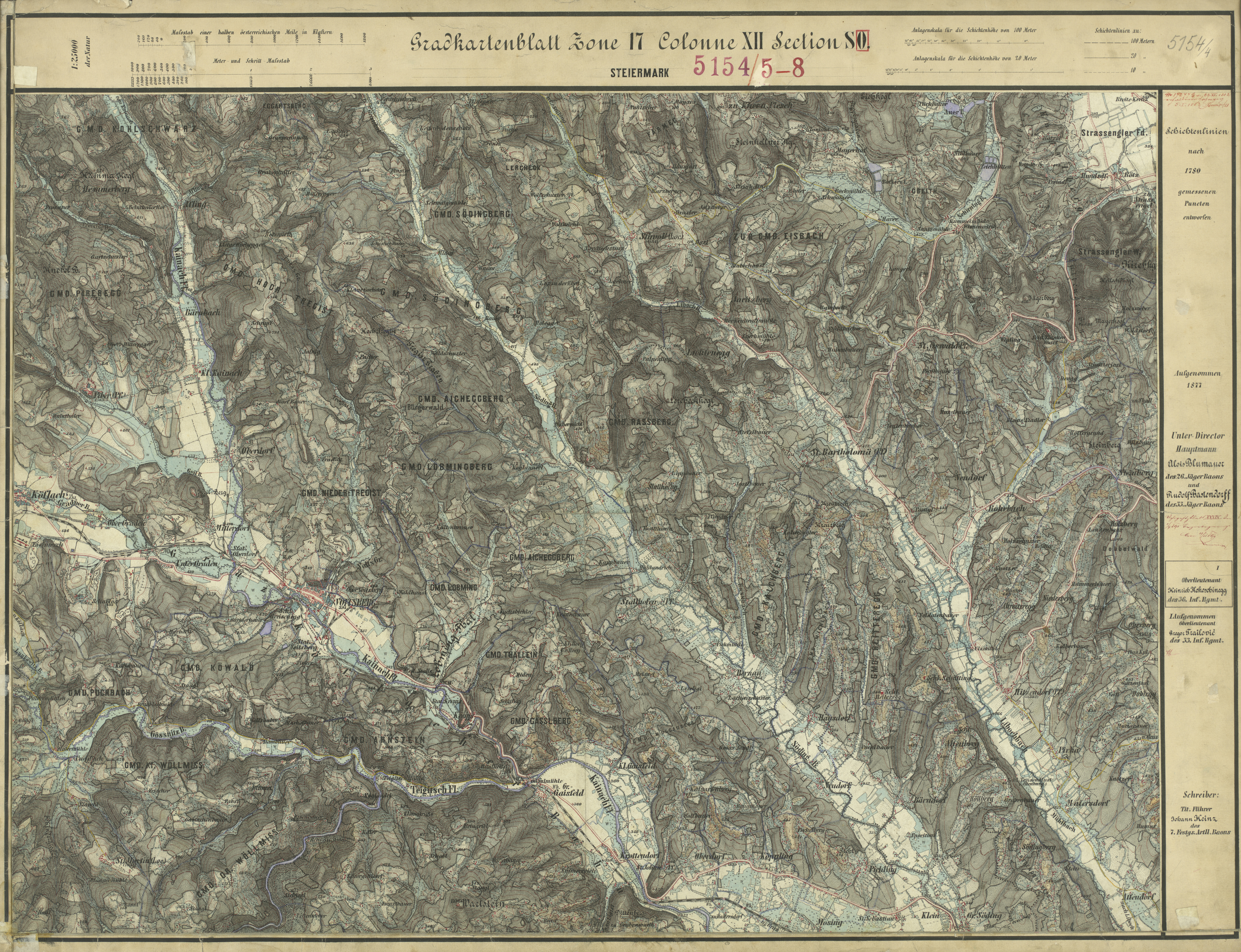
Der Norden von Söding im Tal der Kainach, Aufnahmeblatt der Landesaufnahme um 1878
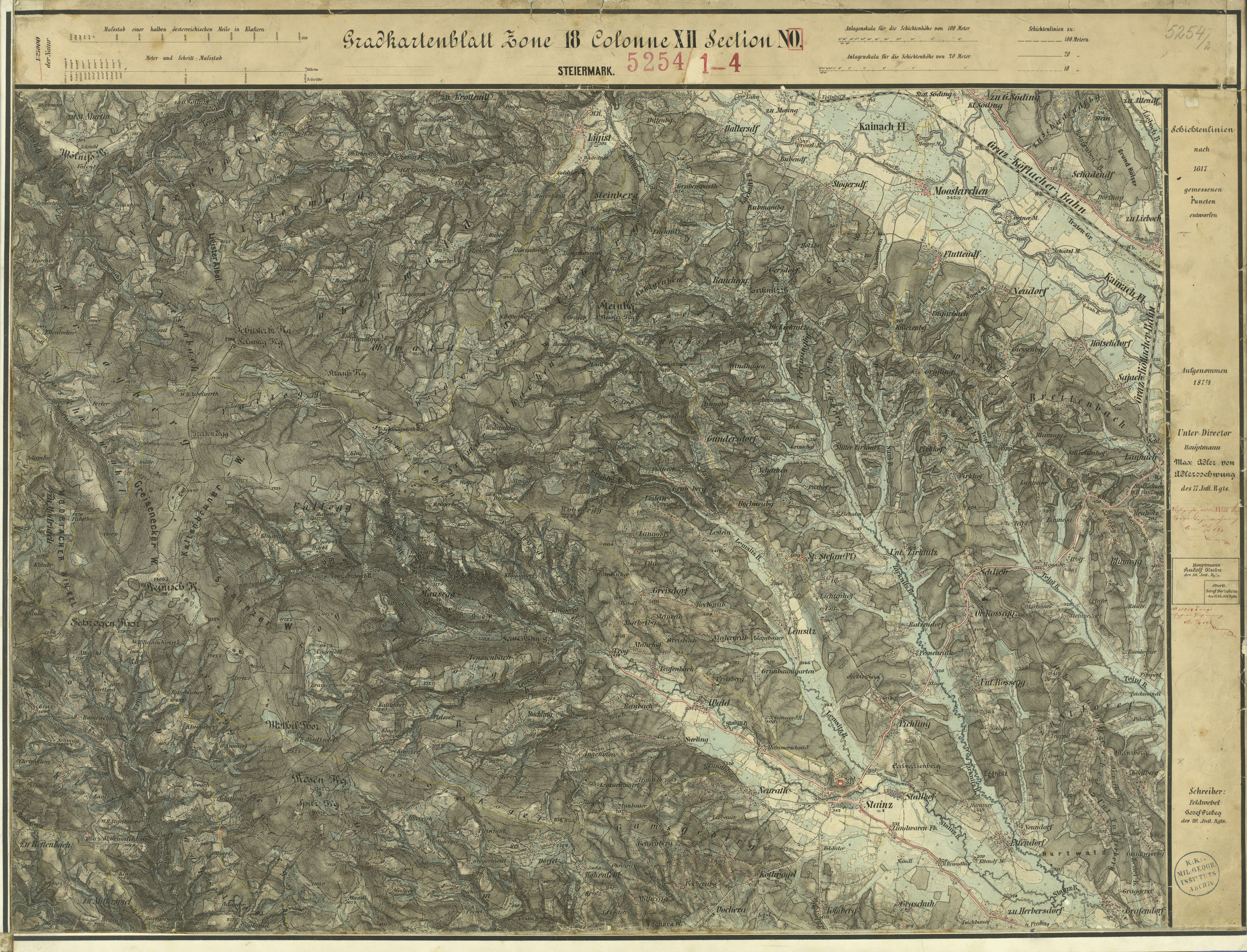
Im Süden von Söding liegen Mooskirchen und St. Stefan ob Stainz